# Abdel Aziz al-Rantissi
Dr. Abdel Aziz al-Rantissi (født 23. oktober 1947, død 17. april 2004) var en palestinsk politiker og en af stifterne af den sunni-muslimske modstandsbevægelse Hamas. Han var uddannet læge og blev leder af Hamas i Gaza efter Sheikh Ahmed Yassins likvidering. Få uger efter blev også al-Rantissi dræbt under et israelsk luftangreb.
1. ↑  Navnet er anført på engelsk og stammer fra Wikidata hvor navnet endnu ikke findes på dansk.
2. ↑  Navnet er anført på arabisk og stammer fra Wikidata hvor navnet endnu ikke findes på dansk.